# Бренес, Рэндалл
Рэ́ндалл Бре́нес Мо́йя (исп. Randall Brenes Moya; 13 августа 1983, Картаго, Коста-Рика) — коста-риканский футболист, нападающий. Выступал в сборной Коста-Рики. Участник Чемпионата мира 2014 года.

## Клубная карьера

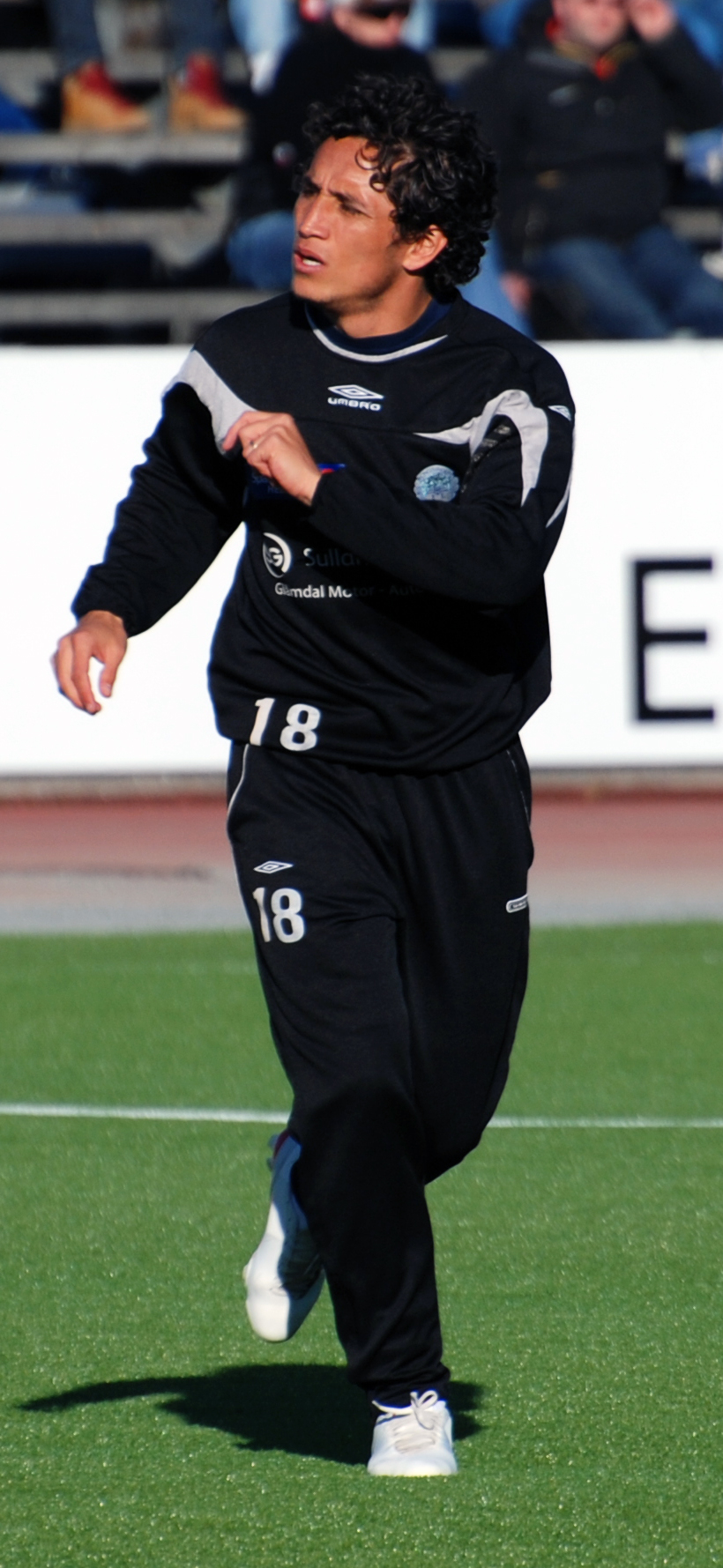
Бренес в составе «Конгсвингера»

В 2003 году Бренес начал карьеру в клубе «Картахинес». В своём первом сезоне он забил 15 мячей в 20 встречах и стал лучшим бомбардиром команды. В следующем году Рэндалл не сбавил оборотов и вскоре им заинтересовались европейские клубы. В 2005 году он перешёл в норвежский «Будё-Глимт» вместе со своим партнером по «Картагинес» Роем Миллером. В первом сезоне Бренес принял участие всего в сем встречах и не забил ни одного мяча. Клуб вылетел в Адессо лигу по итогам года  и многие ведущие футболисты покинули команды. Одновременно с их уходом Рендалл получил свой шанс. В 2006 году он с 13 голами стал лучшим бомбардиром клуба. В 2008 году на правах аренды Бренес перешёл в «Конгсвингер». За новую команду он забивал в каждом втором поединке и по окончании аренды клуб выкупил его у «Будё-Глимт». По итогам сезона Рэндалл помог выйти команде в Типпелигу.
В 2010 году он вернулся в родной «Картахинес», за который выступал на протяжении двух сезонов. За этой время Бренес дважды подряд был признан лучшим футболистом клуба по итогам года. В 2011 году Рэндалл перешёл в азербайджанский «Хазар-Ленкорань», подписав контракт на 2 года. 21 февраля в матче против «Габалы» он дебютировал в Премьер лиге. 11 мая 2012 года в поединке против «Карабаха» Бренес забил свой первый гол за клуб.
Летом того же года он вернулся в «Картахинес». Отыграв два сезона Бренес на правах аренды перешёл в норвежский «Саннес Ульф». 17 августа в матче против своего бывшего клуба «Будё-Глимт» он дебютировал за новую команду. В этом же поединке Рэндалл забил свой первый гол за «Саннес Ульф». После окончания аренды он вернулся в «Картахинес».

## Международная карьера
В 2005 году Бренес попал в заявку национальной команды на участие в Золотом кубке КОНКАКАФ. 9 июля в матче турнира против сборной Кубы он дебютировал за сборную Коста-Рики. В той же встрече он забил свои первый гол национальную команду. Рэндалл также сыграл в поединках против США и Гондураса.

### Золотой кубок КОНКАКАФ 2011
В 2011 году Бернес во второй раз принял участие в розыгрыше Золотого кубка КОНКАКАФ. На турнире он сыграл в матчах против сборных Кубы и Сальвадора, забив в ворота последних гол. В том же году Рэндалл выступа на Кубке Америки. Он сыграл в матчах против Колумбии и Аргентины.
В 2013 году в составе сборной он стал обладателем Центральноамериканского кубка.

### Чемпионат мира 2014
В 2014 году попал в заявку национальной команды  на поездку на Чемпионат мира в Бразилию. На турнире он принял участие в матчах против сборных Италии, Англии и Греции.

### Голы за сборную Коста-Рики
| #   | Дата             | Место                                        | Противник | Счёт | Результат | Соревнование                           |
| --- | ---------------- | -------------------------------------------- | --------- | ---- | --------- | -------------------------------------- |
| 01. | 9 июля 2005      | Сэнчури Линк-филд, Сиэтл, США                | Куба      | 1:0  | 3:0       | Золотой кубок КОНКАКАФ 2005            |
| 02. | 9 июля 2005      | Сэнчури Линк-филд, Сиэтл, США                | Куба      | 2:0  | 3:0       | Золотой кубок КОНКАКАФ 2005            |
| 03. | 26 марта 2011    | Национальный стадион, Сан-Хосе, Коста-Рика   | Китай     | 2:0  | 2:2       | Товарищеский матч                      |
| 04. | 9 июня 2011      | Ваулт, Шарлотт, США                          | Сальвадор | 1:1  | 1:1       | Золотой кубок КОНКАКАФ 2011            |
| 05. | 15 ноября 2011   | Национальный стадион, Сан-Хосе, Коста-Рика   | Испания   | 1:0  | 2:2       | Товарищеский матч                      |
| 06. | 16 октября 2012  | Национальный стадион, Сан-Хосе, Коста-Рика   | Гайана    | 1:0  | 7:0       | Чемпионата Мира 2014 отборочный турнир |
| 07. | 16 октября 2012  | Национальный стадион, Сан-Хосе, Коста-Рика   | Гайана    | 3:0  | 7:0       | Чемпионата Мира 2014 отборочный турнир |
| 08. | 10 сентября 2013 | Индепенденс Парк (стадион), Кингстон, Ямайка | Ямайка    | 0:1  | 1:1       | Чемпионата Мира 2014 отборочный турнир |

## Достижения
Международные
 Коста-Рика
- Центральноамериканский кубок — 2013

Индивидуальные
- Лучший бомбардир чемпионата Коста-Рики (16 мячей) — 2004/2005
- Лучший бомбардир чемпионата Коста-Рики (10 мячей) — Зимний чемпионат 2010
- Лучший бомбардир чемпионата Коста-Рики (13 мячей) — Зимний чемпионат 2011